# Ballesteros de Calatrava
Ballesteros de Calatrava è un comune spagnolo di 416 abitanti situato nella comunità autonoma di Castiglia-La Mancia.